# Vyškovská brána
Vyškovská brána är ett bergspass i Tjeckien.   Det ligger i regionen Södra Mähren, i den östra delen av landet, 210 km öster om huvudstaden Prag. Vyškovská brána ligger 256 meter över havet.